# Arhitektura u 1764.
◄◄ | ◄ | 1758. | 1759. | 1760. | 1761.  | 1762. | 1763. | 1764. | ► | ►►
Arhitektura • Astronomija • Biologija • Glazba • Kazalište • Kemija • Kiparstvo • Knjige • Književnost • Kršćanstvo • Medicina • Politika • Pravo • Promet • Slikarstvo • Znanost
Arhitektura u 1761.

## Hrvatska i u Hrvata

### Zgrade i druge građevine
Pravoslavne crkve:
- crkve sv. Stefana u Borovu (započeta 1761.), dovršetak gradnje
- crkva Blagovijesti Presvete Bogorodice u Veri (općina Trpinja), početak gradnje
- crkva sv. Nikole u Bijelom Brdu (općina Erdut), početak gradnje

## Vanjske poveznice
|  | Zajednički poslužitelj ima još gradiva o temi Arhitektura u 1760-im |

### Početak gradnje građevina
- Crkva sv. Nikole u Bijelom Brdu